# Ashrita Furman

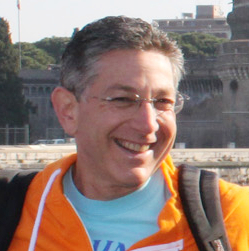
Ashrita Furman, Italien, 2011

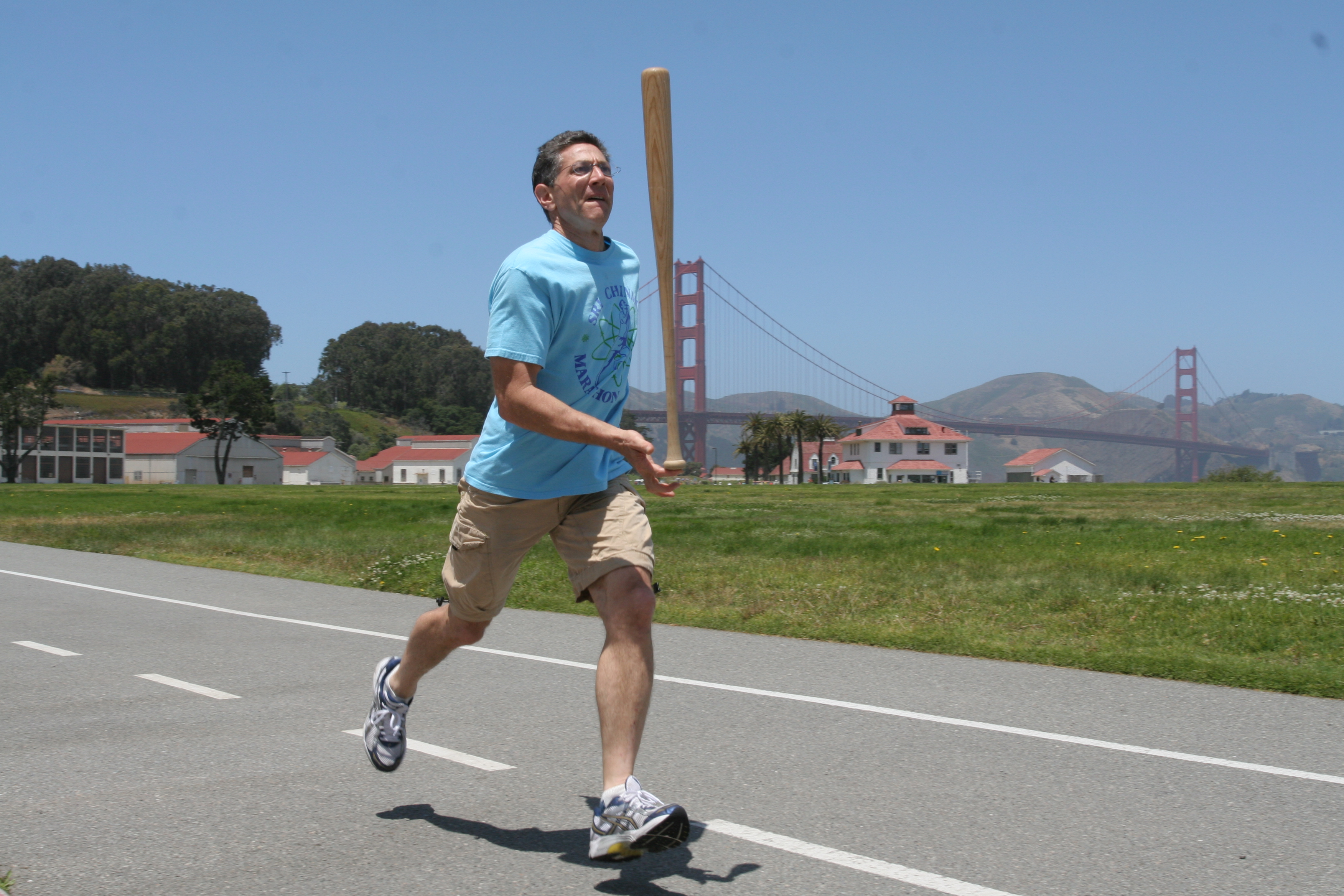
Schnellste Meile mit einem Baseballschläger auf einem Finger (7 Minuten 5 Sekunden)

Ashrita Furman (* 16. September 1954 in Brooklyn, New York City als Keith Furman) ist ein US-amerikanischer Rekordbrecher. Er hat über 600 Guinness-Weltrekorde aufgestellt, von denen über 200 noch gültig sind, und ist damit die Person, die die meisten Guinness-Weltrekorde hält. Da er Rekorde in nicht zusammenhängenden Kategorien aufgestellt hat, wird er auch Mr. Versatility (englisch „versatility“ – Vielseitigkeit) genannt. Furman ist Schüler von Chinmoy und Teilnehmer des Impossibility Challenger.

## Leben
Ashrita Furman wuchs als Sohn eines jüdischen Anwaltes auf und war als Kind vom Guinness-Buch fasziniert, dachte jedoch nie, dass er selbst einen Rekord brechen könnte, da er sehr unsportlich war.
Als Teenager bekam er Interesse an Spiritualität und studierte östliche Philosophie und Yoga. Später nahm er an einer Meditation von Sri Chinmoy teil, der ihn 1978 anregte, bei einem 24-stündigen Fahrradrennen im Central Park von New York City mitzumachen, wo er mit 405 Meilen (652 km) Dritter wurde. So bekam er mehr Selbstvertrauen und beschloss, Rekorde zu brechen. Nach ein paar missglückten Rekordversuchen dachte er, er sollte für diese Rekorde vielleicht trainieren. Seinen ersten Rekord stellte er im August 1979 mit 27.000 Hampelmännern auf.
Sri Chinmoy gab ihm den Sanskrit-Namen Ashrita – „von Gott geschützt“.
Am 31. August 2003 stellte er mit seinem 81. Weltrekord die meisten Weltrekorde auf und überbot damit Wassili Iwanowitsch Alexejew. Dabei lief er in 5 Stunden 55 Minuten und 13 Sekunden den schnellsten Marathon (26,2 Meilen) mit „Seilsprüngen ohne Seil“.
Am 14. April 2009 hielt er gleichzeitig 100 Guinness-Weltrekorde. Bei seinem 100. Weltrekord trugen er und über 100 Mitglieder des Sri Chinmoy Centre das Gedicht „Precious“ von Sri Chinmoy in 111 Sprachen vor, darunter Afrikaans, Dzongkha, Kabylisch und Picardisch. Beruflich managed er einen Naturkostladen in Queens, New York.

“I’m trying to show others that our human capacity is unlimited if we can truly believe in ourselves.”

„Ich versuche, anderen zu zeigen, dass unsere menschliche Leistungsfähigkeit unbegrenzt ist, wenn wir wirklich an uns glauben können.“

## Rekorde (Auszug)
Noch gültige Rekorde sind grün markiert. Ein Rekord ist nicht gültig, weil er von Ashrita oder anderen gebrochen wurde, die Kategorie nicht mehr geführt wird oder die Leistung nachträglich aberkannt wurde.
| Nummer | Kategorie                                                                       | Rekord                                 | Datum                           | Ort                                        |
| ------ | ------------------------------------------------------------------------------- | -------------------------------------- | ------------------------------- | ------------------------------------------ |
| 1      | Meiste Hampelmänner                                                             | 27 000                                 | Aug. 1979                       | New York City, New York                    |
| 3      | Längstes Händeklatschen                                                         | 50 h 17 min                            | 10. Aug. 1981                   | Jamaica, New York City, New York           |
| 10     | Längste Strecke mit Vorwärtsrollen Meiste aufeinanderfolgende Vorwärtsrollen    | 12 mi 390 yd 8 341 (in 10 h 30 min)    | 30. Apr. 1986                   | Lexington bis Charleston, Massachusetts    |
| 24     | Längstes Jodeln                                                                 | 27 h                                   | 21. Mai 1989                    | San Francisco, Kalifornien                 |
| 54     | Meiste Himmel-und-Hölle-Spiele in 24 Stunden                                    | 434                                    | 12. Jan. 1998                   | Cancún, Mexiko                             |
| 56     | Längste Strecke mit einer Milchflasche auf dem Kopf                             | ?80,95 mi/80,96 mi                     | 22. Apr. 1998                   | New York City, New York                    |
| 60     | Schnellstes Hochspringen des CN Towers                                          | 57 min 51 s                            | 23. Juli 1999                   | Toronto, Kanada                            |
| 63     | Schnellste Meile mit Vorwärtsrollen                                             | 19 min 11 s                            | 25. Nov. 2000                   | Queens, New York City, New York            |
| 68     | Schnellstes 10-Kilometer-Sackhüpfen                                             | 1 h 22 min 2 s                         | ?23. August 2001/23. April 2001 | Montauk, New York                          |
| 69     | Meiste Unterwasserseilsprünge in einer Stunde                                   | 900                                    | 23. Aug. 2001                   | Montauk, New York                          |
| 81     | Schnellstes Marathon mit Seilsprüngen ohne Seil                                 | 5 h 55 min 13 s                        | 31. Aug. 2003                   | Vancouver Island, British Columbia, Kanada |
| 84     | Schnellste Meile mit einer Milchflasche auf dem Kopf                            | 7 min 47 s                             | 12. Feb. 2004                   | Yogyakarta, Indonesien                     |
| 91     | Schnellste 100 Meter auf einem Hüpfball (männlich, allgemein)                   | 30,2 s                                 | 16. Nov. 2004                   | New York                                   |
| 92     | Schnellster 8-Kilometer-Stelzenlauf                                             | 39 min 56 s                            | 17. Dez. 2004                   | Xiamen, Volksrepublik China                |
| 100    | Größter Hula-Hoop-Reifen (mindestens drei Umdrehungen)                          | 16 ft im Durchmesser                   | 2005                            | London, England                            |
| 118    | Schnellste 10 Kilometer mit einem Hula-Hoop-Reifen (männlich, allgemein)        | 1 h 25 min 9 s                         | 12. Juni 2006                   | Huntington, New York                       |
| 122    | Schnellste Meile auf einem Pogo-Ball                                            | 43 min 9 s                             | 11. Juli 2006                   | Fujinomiya, Japan                          |
| 135    | Meiste am Kinn balancierte Zigarrenkisten                                       | 223                                    |                                 | New York City, New York                    |
| 137    | Längstes Kreiseln eines Kreisels                                                | 7 h 1 m 14 s                           | 18. Nov. 2006                   | Brooklyn, New York City, New York          |
| 141    | Meiste Vorwärtsrollen in einer Stunde                                           | 1 330                                  | 8. Jan. 2007                    | Kaliakra, Bulgarien                        |
| 148    | Schnellste Eierlaufmeile mit dem Löffel im Mund                                 | 9 min 29 s                             | ?Mai 2007/27. April 2007        | Jamaica, New York City, New York           |
| 151    | Schnellste Sackhüpfmeile                                                        | 16 min 41 s                            | 19. Mai 2007                    | Baruun Salaa, Mongolei                     |
| 161    | Längstes Unterwasser-Hula-Hooping                                               | 2 min 38 s                             | 1. Aug. 2007                    | East Meadow, New York                      |
| 162    | Längstes Unterwasser-Pogo-Stick-Springen                                        | 1 680 ft                               | 1. Aug. 2007                    | East Meadow, New York                      |
| 166    | Meiste auf dem Kinn balancierte Pintgläser                                      | 81                                     | 12. Aug. 2007                   | Jamaica, New York City, New York           |
| 170    | Schnellste Meile auf einem Pogo-Stick beim Jonglieren mit drei Bällen           | 23 min 28 s                            | 26. Sep. 2007                   | Brooklyn, New York City, New York          |
| 172    | Schnellstes Schieben einer Orange über eine Meile mit der Nase                  | 22 min 41 s                            | 2. Nov. 2007                    | Valley Stream, New York                    |
| 174    | Schnellstes 10-Meter-Froschspringen                                             | 8,22 s                                 | 7. Nov. 2007                    | Jamaica, New York City, New York           |
| 180    | Schnellste Flohspielmeile                                                       | 23 min 22 s                            | 17. Dez. 2007                   | Punta Cana, Dominikanische Republik        |
| 197    | Schnellste Meile auf Sprungstelzen                                              | 7 min 13 s                             | 30. März 2008                   | Dachau, Deutschland                        |
| 200    | Meiste Fänge beim Jonglieren mit drei Bällen kopfüber aufgehängt                | 601                                    | Mai 2008                        | Jamaica, New York City, New York           |
| 203    | Meiste Pogo-Stick-Seilsprünge in einer Minute (männlich, allgemein)             | 178                                    | 18. Mai 2008                    | Queens, New York City, New York            |
| 206    | Längste Strecke mit einem Poolqueue auf dem Kinn                                | 5 472 ft 9 in                          | 6. Juli 2008                    | Jamaica, New York City, New York           |
| 211    | Schnellste Meile auf Stelzen                                                    | 12 min 23 s                            | 29. Aug. 2008                   | Flushing, Queens, New York City, New York  |
| 218    | Meiste Seilsprünge auf Sprungstelzen in einer Minute                            | 145                                    | 13. Nov. 2008                   | Orlando, Florida                           |
| 222    | Schnellstes Schälen und Essen einer Kiwifrucht                                  | 5,35 s                                 | 10. Dez. 2008                   | Jamaica, New York City, New York           |
| 236    | In meiste Sprachen vorgetragenes Gedicht                                        | Precious in 111 Sprachen               | Apr. 2009                       | New York                                   |
| 238    | Schnellste Meile mit einem Baseballschläger auf einem Finger                    | 7 min 5 s                              | 20. Juni 2009                   | Jamaica, New York City, New York           |
| 241    | Schnellste Meile mit einem Poolqueue auf einem Finger                           | 6 min 55 s                             | 19. Juli 2009                   | Queens, New York City, New York            |
| 242    | Schnellste Meile mit einem Buch auf dem Kopf                                    | 8 min 27 s                             | 29. Juli 2009                   | Queens, New York City, New York            |
| 249    | Schnellste 10 Meter mit einem Poolqueue auf dem Kinn                            | 3,02 s                                 | 30. Aug. 2009                   | Jamaica, New York City, New York           |
| 259    | Meiste in einer Minute gefangene Pfannkuchen                                    | 46 (geworfen von Bipin Larkin)         | 26. Sep. 2009                   | Jamaica, New York City, New York           |
| 270    | Meiste in einer Minute bestiegene Treppenstufen mit Büchern auf dem Kopf        | 122                                    | 25. Okt. 2009                   | Jamaica, New York City, New York           |
| 273    | Längste Balance eines Poolqueues auf einem Finger                               | 4 h 7 min                              | 18. Nov. 2009                   | Jamaica, New York City, New York           |
| 275    | Meiste Fänge beim Jonglieren mit drei Bällen kopfüber aufgehängt                | 781                                    | Nov. 2009                       | New York                                   |
| 279    | Meiste Himmel-und-Hölle-Spiele in einer Stunde                                  | 33                                     | 25. Dez. 2009                   | New York City, New York                    |
| 281    | Längste Kontrolle eines Golfballs mit einem Schläger                            | 1 h 20 min 42 s                        | 7. Jan. 2010                    | New York City, New York                    |
| 288    | Längste Unterwasserjonglage („Gluggling“) mit drei Objekten                     | 1 h 19 min 58 s                        | März 2010                       | New York                                   |
| 300    | Meiste in einer Minute gefangene rohe Eier                                      | 75 (geworfen von Bipin Larkin)         | Mai 2010                        | Budapest, Ungarn                           |
| 316    | Größter Hula-Hoop-Reifen (mindestens drei Umdrehungen)                          | 16 ft 6,7 in                           | 9. Sep. 2010                    | New York                                   |
| 333    | Längster Stand auf einem 75-Zentimeter-Gymnastikball                            | 5 h 7 min 6 s                          | 31. Dez. 2010                   | New York                                   |
| 345    | Schnellster 100-Meter-Eierlauf                                                  | 19,39 s                                | 24. Feb. 2011                   | Queens, New York                           |
| 356    | Längster Stand auf einem Balancebrett                                           | 1 h 57 min                             | Apr. 2011                       | New York                                   |
| 367    | Meiste in einer Minute gefangene rohe Eier                                      | 82 (geworfen von Bipin Larkin)         | Juli 2011                       | Vermont                                    |
| 403    | Schnellste Meile mit einem Hula-Hoop-Reifen und einer Milchflasche auf dem Kopf | 13 min 37,35 s                         | März 2012                       | New York                                   |
| 410    | Schnellste Zeit ein Dutzend Eier zu balancieren                                 | 1 min 15,72 s                          | Apr. 2012                       | New York                                   |
| 433    | Größter Tennisschläger                                                          | 50 ft 3,07 in lang, 16 ft 8,6 in breit | Aug. 2012                       | New York                                   |

## Medien
Literatur
- Guinness World Records Buch. Bibliographisches Institut GmbH, 2011, ISBN 978-3-411-14171-5, S. 80, 84, 85, 86, 89, 91, 129, 131, 138.
- Guinness World Records Buch. Bibliographisches Institut GmbH, 2012, ISBN 978-3-411-80829-8, S. 99, 101, 102, 106, 135, 249.
- Record-breaking people. New York PowerKids Press, 2012, ISBN 978-1-4488-5293-2, S. 32.
- Guinness World Records Buch. Bibliographisches Institut GmbH, 2013, ISBN 978-3-411-81201-1, S. 88, 89, 93, 227, 275.
- Guinness World Records Buch. Bibliographisches Institut GmbH, 2014, ISBN 978-3-411-81320-9, S. 96, 100.
- Guinness World Records Buch. Bibliographisches Institut GmbH, 2015, ISBN 978-3-455-50345-6, S. 88 – 89.

Film
- Breaking and Entering, Eng. 2010, New York Virgil Films, OCLC 817976378, 88 Minuten
- The Record Breaker, Eng. 2012. Dokumentarfilm von Brian McGinn[42]
- Der Weltrekord-Weltrekordler, 13. November 2014, Dokumentation von Pro Sieben / Galileo